# روني توبر
روني توبر (بالألمانية: Ronny Teuber) (1 سبتمبر 1965 بروستوك في ألمانيا - ) هو لاعب كرة قدم ألماني (وحمل سابقاً جنسية ألمانيا الشرقية) في مركز حراسة المرمى. شارك مع منتخب ألمانيا الشرقية تحت 21 سنة لكرة القدم ومنتخب ألمانيا الشرقية لكرة القدم. أما مع النوادي، فقد لعب مع بوروسيا دورتموند 2 وبوروسيا دورتموند ودينامو دريسدن وغرويتر فورت ونادي كولن وهانزا روستوك ويونيون برلين وFC Gütersloh ‏ وغوترسلوه 2000 ‏.

## وصلات خارجية
- روني توبر على موقع قاعدة بيانات كرة القدم.إي يو (الإنجليزية)
- روني توبر على موقع بيانات كرة القدم. دي إي (الألمانية)
- روني توبر على موقع ناشيونال فوتبول تيمز (الإنجليزية)
- روني توبر على موقع عالم كرة القدم.نت (الإنجليزية)